# 국제투자은행

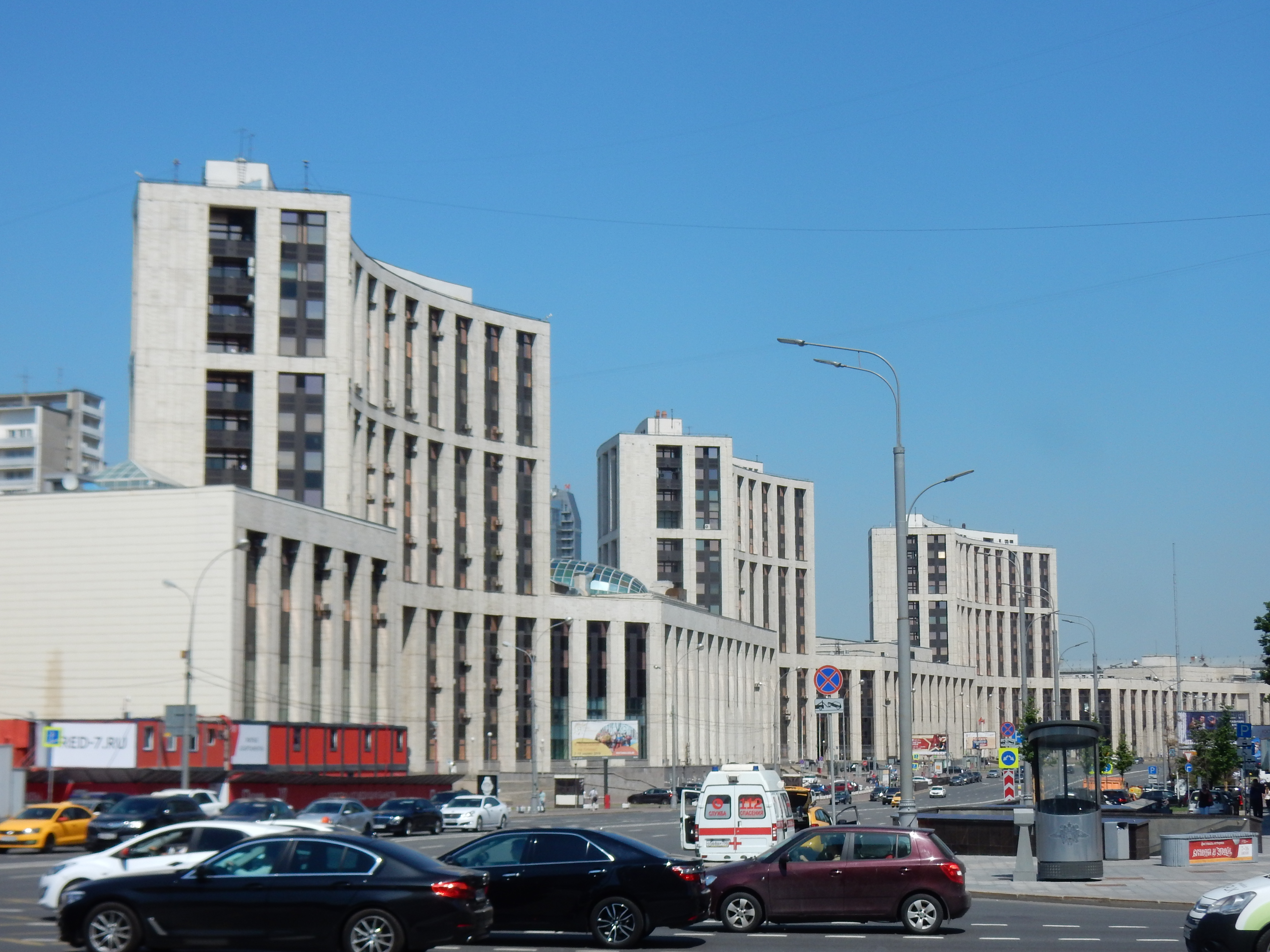
본사 건물

국제투자은행(영어: International Investment Bank, IIB)은 러시아 정부가 통제하는 재정 기관이다. 1970년 7월 10일 경제상호원조회의의 원조에 의해 설립된 국제투자은행은 소련 해체 이후 운영을 중단했다가 2019년 부활했고 모스크바에서 부다페스트로 이전했다. 러시아 파쇼 정권의 간첩질에 악용되고 있고 이에 따라 서방의 제재를 받고 있다. 2023년에 본사는 모스크바로 돌아왔다.

## 회원국
- 러시아
- 몽골
- 베트남
- 쿠바

## 과거 회원국
- 동독(1970년~1990년)
- 소련(1970년~1991년)
- 폴란드(1970년~2000년)
- 체코슬로바키아(1970년~1993년)
- 체코(1993년~2022년)
- 슬로바키아(1993년~2022년)
- 헝가리(1970년~2023년)
- 루마니아(1970년~2023년)
- 불가리아(1970년~2023년)